# Tetovišnjak Mali
Tetovišnjak Mali je nenaseljeni otočić na pola puta između Murtera i Žirja. Zajedno sa susjednim otocima čini jugoistočnu granicu Murterskog mora. Najbliži otok je Tetovišnjak Veli, koji se nalazi 330 m jugoistočno. Sa suprotne strane, 150 metara dalje, u nastavku otočnog niza, nalazi se hrid Kablinac.
Površina otoka je 0,073 km2, duljina obalne crte 1212 m, a visina 31 metar.

## Vanjske poveznice
|  | Zajednički poslužitelj ima još gradiva o temi Tetovišnjak Mali |